# Monicão
Monicão é um personagem ficcional criado por Mauricio de Sousa para ser o cachorrinho da Mônica, sua personagem principal. O cachorro é idêntico a personagem, tendo um cabelo igual ao dela, e é dentuço, como a personagem, e seu cabelo possui uma forma de banana. A sua primeira aparição foi na revista Parque da Mônica Nº15, março de 1994 (Editora Globo).

## Características
Monicão é o cachorro da Mônica da raça Cavalier King Charles Spaniel, e foi dado como forma de piada por Cebolinha e Cascão, já que se assemelha muito fisicamente com sua dona. Assim como Mônica, o cão tem uma personalidade hiperativa, e características como os dentes protuberantes e os cabelos em formato de bananas. Sua pelugem é marrom.